# Linepithema anathema
Linepithema anathema es una especie de hormiga del género Linepithema, subfamilia Dolichoderinae. Fue descrita científicamente por Wild en 2007.
Se distribuye por Brasil. Se ha encontrado a elevaciones de hasta 1900 metros. Vive en microhábitats como matorrales y debajo de piedras.